# Зграда у улици Маршала Тита бр. 5а у Зајечару
Зграда у улици Маршала Тита бр. 5а (данас Николе Пашића) у Зајечару налази се у Зајечару. Уписана је у листу заштићених споменика културе Републике Србије (ИД бр. СК 594). 

## Карактеристике
Позната је као Рајковићева палата и лоцирана као зграда у низу, налази се у центру града у улици Николе Пашића 5а (бивша Улица маршала Тита). Саграђена је као стамбена зграда 1920-их година од стране непознатог архитекте. Састоји се од приземља у којем се налазе локали, три спрата који служе као стамбени простори и кровне терасе заштићене балустрадом.  Фасада, потпуно вертикална, организована је симетрично, почев од полигоналног еркера који се простире на два спрата; на трећем спрату су три лука, од којих је један глув у центру; ове аркаде су одвојене стубовима; са обе стране аркада су прозори уоквирени фигурама Атлантиђана. Целим централним делом доминира купола у облику крова.   